# الیس هوپفنر-هیبس
الیس هوپفنر-هیبس (به انگلیسی: Elyse Hopfner-Hibbs) ژیمناست زادهٔ ۱۲ سپتامبر ۱۹۸۹ میلادی اهل کشور کانادا است.